# Pohorje
Pohorje je predalpsko hribovje, ki leži v severovzhodni Sloveniji in je pretežno poraščeno z iglastim gozdom. Razteza se med reko Dravo na severu ter Dravsko-Ptujskim poljem na jugu, na zahodu seže do Dravograda in Slovenj Gradca, na vzhodu do Maribora in na jugu do Oplotnice. V dolžino meri približno 50 km, v širino pa 20 km. Glavni greben teče v smeri vzhod-zahod. Najvišji del Pohorja je zahodni del, ki leži nad Slovenj Gradcem (smučišče Kope) in Mislinjo.
Osrčje Pohorja predstavlja planotast svet s številnimi barji. Večji vrhovi so: Črni vrh (1543,5 m), Velika Kopa na Kopah (1542,7 m), Mala Kopa (1524 m), Rogla (1517 m), Žigartov vrh (1347 m), Klopni vrh (1340 m) in Veliki vrh (1344 m). Zahodno Pohorje je kopasto sleme nad Slovenj Gradcem, med Mislinjskim grabnom, Roglo in Planinko (1392 m). Severneje leži tektonsko zasnovano Ribniško-lovrenško podolje, ki ga sestavljajo miocenske usedline nekdanjega Panonskega morja. Na južnem in jugovzhodnem obrobju je terciarno gričevje podpohorskega dela Dravinjskih goric, kjer sta se zaradi prisojne lege, nižjih nadmorskih višin, ustreznih nagibov in ugodnih prometnih razmer razvili sadjarstvo in vinogradništvo.
Različni deli pogorja so poimenovani po bližnjih krajih: Mariborsko Pohorje, Hočko Pohorje, Slivniško Pohorje, Ruško Pohorje, Ribniško Pohorje, Zreško Pohorje, Slovenjegraško Pohorje. Celotni severni del Pohorja med Dravo in grebenom pogorja nosi tudi ime Dravsko Pohorje.
Na Pohorju so značilne globače, kot se imenujejo ozke doline ob potokih s strmimi, z gozdom poraslimi pobočji oz. globoko zajedene gozdnate grape (npr. Glažutnica, Turičnica, Dovžanka, Mislinjski graben).

## Dostop
Dostop na Pohorje je možen po cestah iz Hoč na Areh in Bellevue, iz Slovenj Gradca na Kope ali pa iz Zreč ali Zgornje Polskave do Rogle, kamor pride cesta tudi iz severne strani oziroma iz Lovrenca na Pohorju, do Ribniške koče nas pripelje cesta iz Podvelke ali Vuhreda, iz Oplotnice do Lukanje, zagotovljen dostop je še po kopici občinskih predvsem pa gozdnih cest. Od leta 1959 pa iz Maribora na Bellevue vozi vzpenjača (krožnokabinska žičnica), ki je bila po zrušitvi stebra leta 2009 zgrajena povsem na novo.

## Geologija,geomorfologija
Hribovit relief brez izrazitih vrhov je osnovna značilnost površja. Velike višinske razlike med slemeni in globokimi dolinami so v preteklosti oteževale prehodnost. K današnji podobi je veliko prispevala prispevala pleistocenska poledenitev. Meja večnega snega in ledu je bila na nadmorski višini okoli 1300 m, vendar na Pohorju ni bilo ledenikov. Velikega pomena je bil drobir, ki je nastal po otoplitvi in so ga kasneje reke prenašale s strmejšega sveta in odlagale v obliki velikih vršajev v ravninskem svetu.
Ponekod najdemo geološko najstarejše kamnine. Jedro Pohorja tvori metamorfne kamnine kot so tonalit oziroma granodiorit, gnajs, eklogit, amfibolit in blestnik (skrilavec), pa tudi beli marmor. Na vzhodnem delu Pohorja so usedline kot triasni peščenjaki, konglomerati, dolomiti in apnenci, posamezno pa tudi dacit s tufi.
Vse te materiale so že od nekdaj tudi gospodarsko izkoriščali. Poznana je bila tudi železova ruda (pohorske fužine), kjer so magnetit na Mali Kopi kopali že v 17. stoletju ter kremen, ki je bil osnova za steklarsko dejavnost (glažuta).
Na severni strani se je svet v obliki podolja (Lovrensko-Ribniško podolje) oblikoval v času Panonskega morja, ki je tukaj odložilo mehke terciarne kamnine (peščenjake in lapor).

## Vodotoki
Vodnati vodotoki so povzročili nastanek številnih grap z zelo velikimi strminami, ki ponekod v Mislinjskem grabnu dosegajo celo 45 º naklona. Zaradi dolin in ravnin, ki obkrožajo Pohorje, se je razvilo zelo obsežno in razvejano hidrografsko omrežje. Največje porečje med pohorskimi vodotoki ima Dravinja, v katero se zlivajo potoki jugovzhodnega Pohorja. Pohorski potoki ob nevihtah lahko dobijo hudourniški značaj in v podgorju povzročajo škodo na infrastrukturi, v ravninah pa poplavljajo. Velik energetski potencial so izkoriščali že v preteklosti z množico mlinov in žag. Danes so redki, zato pa je na potokih in rekah kar precej malih hidroelektrarn.
Večji vodotoki so Lobnica, Radoljna, Velka, Vuhreščica, tudi Bistrica (Drava, Pohorje) na severni strani ter Hočki in Framski potok, Polskava, Bistrica, Oplotniščica, Dravinja, Hudinja, Paka in Mislinja. Vse, razen Pake in Hudinje, ki sta pritoka Savinje, se stekajo v Dravo.
V zgornjem toku potoki tvorijo slapove, slapišča in skočnike, saj tečejo preko skalnih pregrad. Nekateri slapovi so tudi naravne znamenitosti: Veliki in Mali Šumik na Lobnici, Šum in Žleb na Bistrici, Hudičev slap na Radoljni.

## Pohorska visoka barja
V plitvih kotanjah oblih pohorskih slemen so nastala številna močvirja in barja. Večina teh barij spada med visoka barja, pri katerih je rastlinski pokrov nekoliko dvignjen, da ga talna voda ne doseže. Napajajo se le s padavinsko vodo, ki vsebuje malo mineralnih snovi. Zato uspevajo le rastline, prilagojene na skrajne ekološke razmere.
Na Pohorju so se barja razvila na nepropustnih glinah in peskih, ki so nastali s preperevanjem tonalita in blestnika. Ker so slemena dokaj uravnana, voda zastaja. Ob razmeroma veliki količini padavin so se najprej razvila močvirja, iz njih pa so nastala barja. Barja so razmeroma mlada, stara komaj 8000 let. Pohorska barja so:
- v okolici Črnega jezera med Osankarico in Velikim vrhom (1344 m);
- v okolici Ribniškega jezera;
- na razvodnem kopastem slemenu Planinke v povirju Radoljne, Glažutnice in Velke na nadmorski višini od 1510 do 1520 m.

Na barjih so številna jezerca, od katerih so najzanimivejša Lovrenška jezera, na kilometer dolgem in 300 m širokem območju. Črno jezero je nastalo z zajezitvijo potoka, za potrebe nekdanjega plavljenja lesa po drčah, ter je torej umetnega nastanka.
V preteklosti so na barjanskem svetu kopali šoto.

## Rastlinstvo in živalstvo
Na Pohorju najdemo različne rastlinske vrste. Najbolj razširjene so drevesne vrste, kjer danes prevladuje iglast gozd. Posamezno rastejo še breza, jerebika, kostanj, hrast in macesen. Za Pohorje so značilna orjaška drevesa:
- Sgermova smreka na Orlici blizu Ribnice na Pohorju s svojimi 62,69 m višine, velja za najvišjo smreko v Evropi in je zaščitena kot naravni spomenik.
- Trbisova jelka na Gozdni učni poti Bolfenk, na Hočkem Pohorju, velja za kraljico jelk.
- Dolarjev kostanj je star več kot 500 let, deblo ima obseg 8,5 m.

Na pohorskih domačijah pa najdemo tudi orjaške bukve, lipe in tise.
Za vršni del Pohorja so značilne planje, travnata območja, ki pa so antropogenega nastanka, to je zaradi vpliva človeka.
Na barjanskih območjih prevladuje barjansko ruševje (Pino mugi - Sphagnetum russiwii), najdemo pa tudi redko mahovnico (Oxycoccus palustris) in mesojedo okroglolistno rosiko (Drosera rotundifolia).
V zgornjem toku Lobnice je naravni rezervat pragozd Šumik velikosti 57 hektarjev, kjer raste tudi redek rjasti sleč. Na Pohorju pa najdemo še druge zaščitene rastline kot na primer: arniko, panonski svišč, baldrijan, zlati klobuk, ...
Za Pohorje značilna divjad so: jelenjad, srnjad, gamsi in divje svinje. Prebivalci pa so naselili damjake, ki so se zelo namnožili. Redka sta divji petelin in ruševec, ki živita predvsem na poraščenih vrhovih in v okolici barij. Najdemo pa tudi jereba in druge bolj običajne ptice.

## Večji vrhovi Pohorja
Najvišji vrhovi so:
- Črni vrh (1543,5 m); najvišji vrh Pohorja
- Velika Kopa (1542,7 m); smučišče Kope
- Jezerski vrh (1537 m); tudi Ribniški vrh
- Mali Črni vrh (1533 m)
- Mulejev vrh (1533 m)
- Vrh Lovrenških jezer (1527 m); na vrhu so Lovrenška jezera
- Mala Kopa (1524 m)
- Rogla (1517 m)
- Žigartov vrh (1346 m); najvišji vrh vzhodnega Pohorja
- Razglednik (1147 m) - Maribosko Pohorje nad Mariborom
- Janževski vrh (915 m); najvišji vrh Pohorja izven glavnega grebena pogorja

## Arheološki ostanki
Človek je bival na Pohorju že v pradavnini. Najbolj znano je arheološko najdišče Poštela nad Razvanjem. Na visokih gomilah so našli predmete iz 6. stoletja pr. n. št., danes so v muzeju v Mariboru. Ančnikovo gradišče v Jurišni vasi nad Slovensko Bistrico je iz keltsko-rimskega obdobja. Nad Velikim Tinjem je Repnikovo gradišče. Kotnikovo gradišče v Turiški vasi je iz starejše železne dobe (7. in 6. stol. p. n. št.). Znan je rimski kamnolom belega marmorja v Bistriškem Vintgarju in v Bojtini. Iz poznoantičnega obdobja so našli ostanke na Brinjevi gori nad Zrečami.
Najdbe iz antične dobe so povezane s potekom jantarske poti Baltik-Jadran (ob jugovzhodni strani Pohorja) in poti, ki je povezovala Panonsko in Celovško kotlino. Rimska poselitev je segala do nadmorske višine okoli 800 m.

## Prebivalstvo
Prvi večji val poselitve na območje Pohorja je bil med 12. in 14. stoletjem. Danes so za Pohorje značilna manjša razložena naselja z 200 do 300 prebivalci in posamezne kmetije, ob vznožju (Dravograd, Radlje, Vuhred, Vuzenica, Ruše, Limbuš, Zreče, Mislinja, Slovenj Gradec, Vitanje) in na vršajih (Lovrenc na Pohorju, Ribnica na Pohorju, Oplotnica) pa so nastala večja naselja. Na uravnanih terasah so zrasla gručasta naselja Skomarje, Sv. Anton, Sv. Primož, Šmartno na Pohorju. Zgornja meja poselitve je na okoli 1000 m.

## Turizem in šport
Znana, predvsem zimsko športno rekreacijska, središča so: Bolfenk, Bellevue, Areh, Trije Kralji, Ribniška koča, Kope in Rogla. Pozimi so večinoma uporabljena kot smučišča, del prog je tudi umetno zasnežen. Poleti pa so, razen pohodništva in kolesarjenja, predvidene tudi druge dejavnosti, npr. poletno sankanje in adrenalinski park. V letu 2009 so na Mariborskem Pohorju zgradili novo krožno-kabinsko žičnico, ker se je pri takratni žičnici podrl eden izmed stebrov. Pohorje je polno planinskih koč in planinskih poti. Prepredeno je tudi z gozdnimi cestami, ki jih uporabljajo gorski kolesarji in tudi konjeniki.
Na smučarskem stadionu, ki se spušča do vznožja Pohorja, poteka tudi tekma za ženski svetovni pokal v smučanju imenovan Zlata lisica. Ciljna arena je znana tudi kot snežna plaža.
V Zrečah je termalni vrelec ob katerem je zraslo moderno zdraviliško središče.